# Team Moore
La team Moore (du nom de ses fondateurs Steven et Neila Moore) est un groupe de citoyens activistes anti-pédocriminalité, résidant en France, en Suisse et en Belgique.

## Histoire
La team Moore s'inspire des méthodes des chasseurs de pédocriminels anglo-saxons, actifs depuis le début des années 2010.
La team Moore est créée en avril 2019 sur l'île de La Réunion, lors du piège d'un présumé pédophile de 85 ans résidant à La Réunion par Steven Moore, un père de famille français originaire de Toulouse, qui a permis son arrestation,. Elle est co-fondée par Neila Moore.
En novembre 2019, la team Moore est présentée dans un reportage du magazine Envoyé spécial.
Fin janvier 2023, Neila Moore est invitée dans l'émission télévisée Touche pas à mon poste !,.
Début février 2023, le dirigeant d'un club de football de la Haute-Saône comparait en justice après avoir envoyé du contenu pornographique à un profil de la team Moore du nom de Camille, 12 ans. Il est condamné à un an de prison avec sursis.

## Fonctionnement
La team Moore est composée de citoyens ordinaires, au nombre d'une cinquantaine en janvier 2023. Ils recourent à de faux profils d'enfants âgés de 12 à 15 ans, créés sur les réseaux sociaux.
D'après une enquête publiée dans Le Monde en janvier 2023, leur démarche « donne des résultats », mais elle crée un malaise.

## Militantisme politique
Steven Moore souhaite l'application de peines judiciaires plus lourdes contre les pédocriminels, soulignant que les peines encourues pour des propositions sexuelles à des enfants sur internet sont, en France (en 2021), aussi légères que les peines encourues par un SDF qui vole de la nourriture.
Neila Moore a publié en janvier 2023 le livre Les prédateurs sont dans la poche de votre enfant, pour sensibiliser au danger pédocriminel sur internet.